# Вільгельміна Крістіна Нассау-Зігенська
Вільгельміна Крістіна Нассау-Зігенська (нім. Wilhelmine Christine von Nassau-Siegen; 10 червня 1629 — 22 січня 1707) — німецька шляхтянка XVII сторіччя, донька графа Нассау-Гільгенбаху Вільгельма та графині Крістіни Ербах-Ербахської, дружина графа Вальдек-Вільдунгена Йозіаса II.

## Біографія

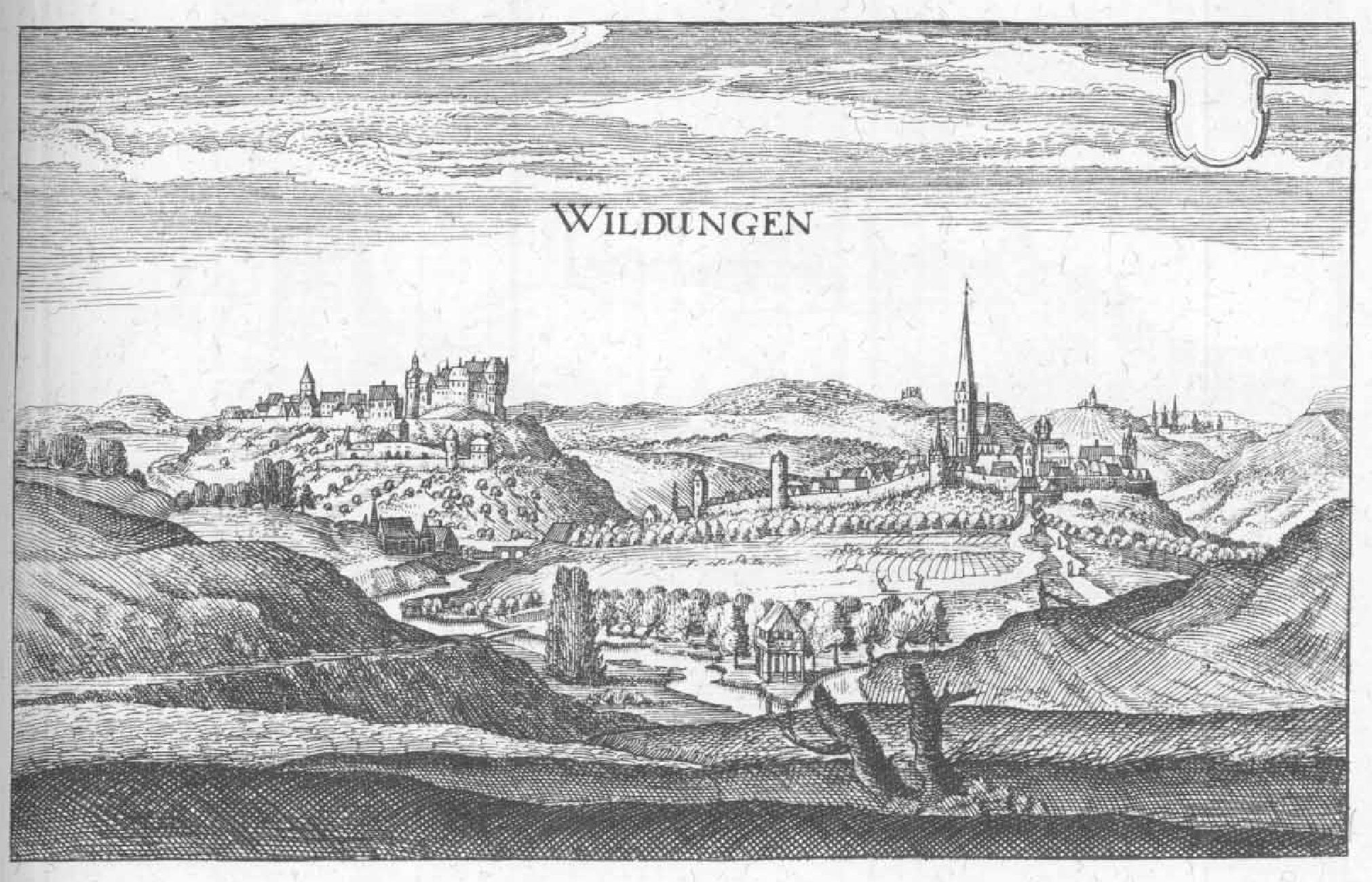
Вільдунген у 1655 році

Вільгельміна Крістіна народилася 10 червня 1629 року у Хойздені. Вона стала сьомою дитиною та п'ятою донькою в родині губернатора міста, графа Нассау-Гільгенбаху Вільгельма, та його дружини Крістіни Ербах-Ербахської. Дівчинка мала старшого брата Моріца та сестер Марію Магдалену, Ернестіну Юліану, Єлизавету Шарлотту та Голландіну, яка за кілька місяців пішла з життя.
Батько помер, коли Вільгельміні Крістіні було 12. Матері не стало чотири роки потому. Старші сестри на той час вже були одруженими із графами Вальдек-Айзенбергу.
У 30 років Вільгельміна Крістіна взяла шлюб із 23-річним Йозіасом Вальдек-Вільдунгенським, молодшим братом графа Вальдек-Вільдунгенського Крістіана Людвіга. Наречений мав чин генерал-майора у бранденбурзькому війську та був співправителем брата. Весілля відбулося 26 січня 1660 року в Арользені. У подружжя народилося семеро дітей. Мешкала родина у замку Фрідріхштайн у Вільдунгені. Йозіас мав намір реконструювати його в стилі французького бароко. Після загибелі чоловіка у 1669 році, Вільгельміна Крістіна продовжила фінансувати будівничі роботи.
Їхня єдина донька, що вижила, вийшла у 1690 році заміж за герцога Саксен-Заальфельдського. Вона померла у 1699 році ще за життя Вільгельміни Крістіни.
Сама графиня прожила довге життя. Її не стало у 77-річному віці у Гільдбурггаузені.

## Родина
Чоловік — Йозіас Вальдек-Вільдунгенський
Діти:
- Елеонора Луїза (9 липня—25 серпня 1661) — прожила півтора місяця;
- Вільгельм Філіп (27 серпня—29 грудня 1662) — прожив 4 місяці;
- Шарлотта Доротея (1663—1664) — прожила 1 рік;
- Шарлотта Йоганна (1664—1699) — дружина герцога Саксен-Заальфельдського Йоганна Ернста IV, мала із ним восьмеро дітей;
- Софія Вільгельміна (1666—1668) — прожила півтора року;
- Максиміліан Фрідріх (25 квітня—16 вересня 1668) — прожив 5 місяців;
- Вільгельм Густав (1668—1669) — прожив 1 рік.